# Tiroteo de la Universidad Estatal de Míchigan
El 13 de febrero de 2023, ocurrió un tiroteo masivo en la Universidad Estatal de Míchigan (MSU) ubicada en East Lansing. Se informó que cuatro personas murieron, incluido el tirador por un disparo autoinfligido en la cabeza. Otras cinco personas resultaron heridas.  El asesino había sido anteriormente acusado de "delito grave", que resultó en una condena a libertad condicional y en que se le devolviera su arma de fuego.

## Hechos

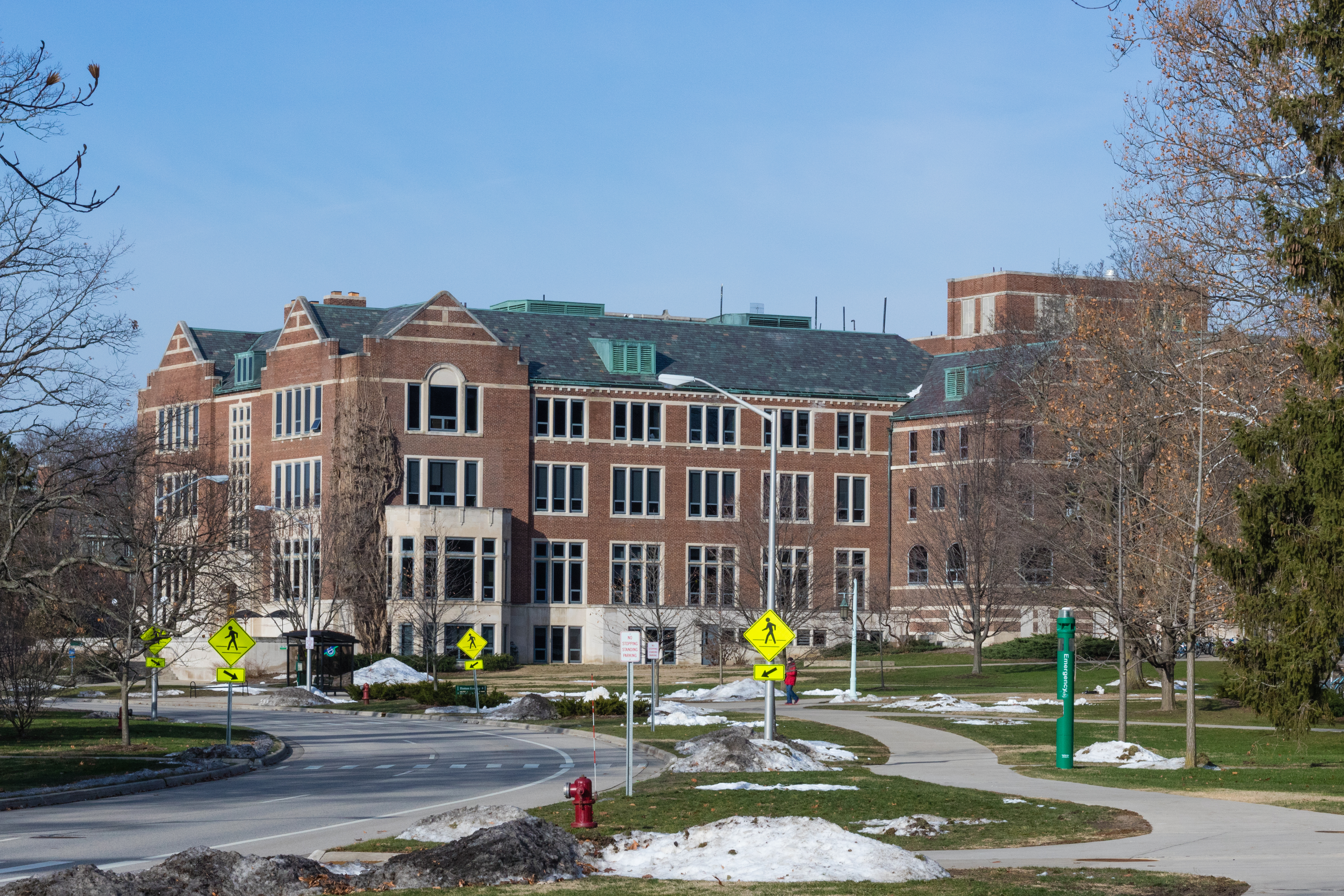
Edificio de la MSU Student Union, donde tuvo lugar el segundo tiroteo.

Alrededor de las 20:18 p. m. (EST), se realizaron disparos en Berkey Hall según la Policía y Seguridad Pública de la Universidad Estatal de Míchigan. El hombre armado disparó y mató a dos personas en Berkey Hall, antes de abandonar el edificio. Los funcionarios de MSU enviaron un tweet y un mensaje de texto de alerta. Los estudiantes fueron dirigidos a "correr, esconderse, pelear". Posteriormente se emitió una orden de refugio en el lugar.
Posteriormente el perpetrador viajó al edificio de la MSU Student Union, donde mató a otro individuo e hirió a otros cinco entre los dos lugares. Dado que el pistolero fue visto por última vez saliendo del lado norte de la MSU Student Union, cerca del límite del campus, también se pidió a los residentes de East Lansing que viven cerca del campus que se refugiaran en el lugar.
La policía inicialmente respondió a la llamada a los pocos minutos de que ocurriera el tiroteo. Hubo un esfuerzo coordinado de las fuerzas del orden público locales, estatales y federales con la asistencia de cientos de oficiales. La policía estaba activa en la escena, así como otros servicios de emergencia. Alrededor de 30 camiones de bomberos, ambulancias y otros vehículos de emergencia estuvieron presentes en el Museo de Arte Eli y Edythe Broad en Grand River Avenue en el centro de East Lansing.
El pistolero murió más tarde de una herida de bala autoinfligida en la cabeza. Las autoridades recuperaron un arma, pero aún no se ha determinado si fue la que se usó en el tiroteo.

## Víctimas
Tres personas murieron y cinco resultaron heridas, algunas con peligro de muerte, en el tiroteo. Todas las víctimas, fallecidas y heridas, son estudiantes de la universidad. Cuatro de las cinco víctimas requirieron cirugía y una fue llevada directamente a la UCI. Los cinco estaban en estado crítico.

## Autor
La Policía y Seguridad Pública de MSU identificaron al perpetrador como Anthony Dwayne McRae, quien nació en Bear, Delaware y se crio en Trenton, Nueva Jersey. Tenía 43 años. La Policía y Seguridad Pública de MSU publicaron fotografías del pistolero y lo describieron como "un hombre negro, de baja estatura, con zapatos rojos, una chaqueta de mezclilla y una gorra de béisbol".
McRae tenía extensos antecedentes penales en dos condados de Míchigan, Ingham y Eaton, de 2006 a 2008 por varios enfrentamientos con varios departamentos de policía por exceso de velocidad, conducir sin el cinturón de seguridad puesto, conducir con una licencia suspendida y otros delitos de vehículos motorizados; se declaró culpable de todos sus cargos. Casi una década después, McRae fue arrestado en Lansing y acusado en junio de 2019 de portar una pistola oculta sin un permiso de portación oculta, lo cual era un delito mayor. La fiscal del distrito, Carol Siemon, no demandó por dichos cargos, sino por un delito menor adicional del que McRae se declaró culpable y por el cual fue condenado a doce meses de libertad condicional en noviembre de 2019, con seis meses adicionales agregados en octubre de 2020.
El padre de McRae le dijo a NBC News que su hijo tenía múltiples problemas de ira y muchos momentos difíciles para manejar la pérdida de su madre por un derrame cerebral el 13 de septiembre de 2020. McRae trabajó anteriormente en un almacén, al que renunció poco después de la muerte de su madre. El padre de McRae también dijo: "Anthony comenzó a volverse malvado y malo, y ya no le importaba nada".

## Investigación
La ATF y el FBI han anunciado que se unirán a la investigación.

## Secuelas
La gobernadora Gretchen Whitmer fue informada sobre la situación. La orden de refugio en el lugar fue rescindida luego de la muerte del presunto tirador. Todas las actividades de MSU se cancelaron durante cuarenta y ocho horas y las clases se cancelaron hasta el lunes siguiente. Los distritos escolares cercanos a la Universidad también cancelaron sus clases el día después del tiroteo, que incluían las escuelas comunitarias de Webberville, las escuelas públicas de Lansing, las escuelas públicas de Haslett y East Lansing. Al día siguiente, 14 de febrero de 2023, la gobernadora Whitmer ordenó que todas las banderas de Míchigan ondearan a media asta en honor a las víctimas.
Las escuelas en Ewing, Nueva Jersey también se cerraron por precaución después de que se descubrió que McRae llevaba una nota que amenazaba a dos escuelas públicas de Ewing.

## Respuestas
Varios miembros del Congreso de Míchigan expresaron sus condolencias, así como la gobernadora Whitmer. La secretaria de Estado de Míchigan, Jocelyn Benson, describió el incidente como "insondable" y procedió a pedir una mayor acción contra la violencia armada.
Muchos estudiantes y padres expresaron su miedo y ansiedad por el tiroteo y trataron de averiguar el estado de sus amigos y seres queridos, afirmando que se sentía surrealista e inimaginable.